# Indywidualne Mistrzostwa Szwecji na Żużlu 1966
Indywidualne Mistrzostwa Szwecji na Żużlu 1966 – cykl turniejów żużlowych, mających wyłonić najlepszych żużlowców szwedzkich. Tytuł wywalczył Ove Fundin (Kaparna Göteborg). 

## Finał
- Sztokholm, 7 października 1966

| Msc. | Zawodnik            | Klub                 | Pkt |  |  |
| ---- | ------------------- | -------------------- | --- |  |  |
| 1    | Ove Fundin          | Kaparna Göteborg     | 12  |  |  |
| 2    | Sören Sjösten       | Vargarna Norrköping  | 12  |  |  |
| 3    | Bengt Jansson       | Getingarna Sztokholm | 12  |  |  |
| 4    | Göte Nordin         | Getingarna Sztokholm | 12  |  |  |
| 5    | Leif Enecrona       | Gamarna Sztokholm    | 12  |  |  |
| 6    | Leif Larsson        | Getingarna Sztokholm | 11  |  |  |
| 7    | Björn Knutsson      | Vargarna Norrköping  | 10  |  |  |
| 8    | Per Olof Söderman   | Vargarna Norrköping  | 6   |  |  |
| 9    | Karl Erik Andersson | Kaparna Göteborg     | 6   |  |  |
| 10   | Bernt Persson       | Vargarna Norrköping  | 4   |  |  |
| 11   | Bengt Svensson      | Örnarna Mariestad    | 4   |  |  |
| 12   | Torbjörn Harrysson  | Vargarna Norrköping  | 4   |  |  |
| 13   | Bo Magnusson        | Kaparna Göteborg     | 3   |  |  |
| 14   | Gunnar Malmqvist    | Njudungarna Vetlanda | 2   |  |  |
| 15   | Åke Andersson       | Njudungarna Vetlanda | 2   |  |  |
| 16   | Bengt Brannefors    | Kaparna Göteborg     | 1   |  |  |
|      | rez. Hans Holmqvist | Taxarna Sztokholm    | 7   |  |  |